# 마누일 2세 팔레올로고스
마누일 2세 팔레올로고스(그리스어: Μανουήλ Β΄ Παλαιολόγος),(1350년 6월 27일 - 1425년 7월 21일)는 1391년부터 1425년까지 동로마 황제였다.

## 생애
요안니스 5세 팔레올로고스의 아들로, 1373년 형인 안드로니코스 4세가 아버지에 대항해 반란을 일으키자 이듬해 후계자로 임명받았다. 그해 9월 공동 황제가 되었고 1379년 아버지를 도와 형 안드로니쿠스가 1376년에 장악한 콘스탄티노폴리스와 왕위를 다시 찾았는데 이때 오스만 투르크의 도움을 받았기 때문에 술탄에게 조공을 바치고 군사원조를 해야 했다.
1390년 안드로니코스의 아들 요안니스 7세가 다시 콘스탄티노폴리스를 점령하고 왕위를 빼앗았으나 오스만 제국은 요안니스 5세와 마누엘을 도와 왕위를 되찾게 해주었다. 그 뒤 마누엘은 술탄 바예지드 1세의 신하로 그의 궁전에서 살다가 1391년 2월 아버지 요한네스 5세가 죽었다는 소식을 듣고 탈출해 콘스탄티노폴리스로 돌아왔다.
1396년 투르크가 테살리아와 펠로폰네소스반도에 쳐들어오자 도움을 청하기 위해 서유럽으로 가서 2년 동안 파리에 머물렀다. 그의 방문은 동로마과 서유럽 사이의 문화 교류를 촉진시키는 데 큰 기여를 했으나 군사원조는 받지 못했다.
1403년 바예지드 1세의 후계자 메메드 1세와 평화 조약을 맺어 테살로니카(지금의 그리스 테살로니키)를 되찾고 조공을 끊었다. 메메드가 죽은 1421년까지 비잔틴과 투르크 사이에는 평화가 유지되었고 마누엘은 종교와 문학에 심취하기 위해 국사(國事)에서 손을 떼었다.
그러나 메흐메드가 죽은 뒤 마누엘의 아들인 공동황제 요한네스 8세 팔라이올로고스는 두 나라 사이에 지속되던 미미한 유대관계를 무시하고 1421년 오스만 제국의 정통 후계자인 무라드 2세에 대항해 술탄위 요구자 무스타파를 지지했다.
무라드 2세는 무스타파가 이끄는 반란을 진압한 뒤 쳐들어와 1422년 콘스탄티노폴리스를 포위공격했으며 1423년 펠로폰네소스 반도를 유린했다. 콘스탄티노폴리스는 함락당하지 않았으나 마누엘은 굴욕적인 조약에 서명해야 했으며 그 뒤 수도원으로 물러났다. 1425년에 사망했다.

## 가계도
1392년 2월 10일 세르비아 군주 콘스탄티노스의 딸 헬레나와 결혼. 다음 8명의 아들이 태어났다.
- 제 1황자 : 요안니스 8세
- 제 2황자 : 콘스탄티노스 (1399년경 - 1405년 요절)
- 제 3황자 : 테오도로스 2세
- 제 4황자 : 안드로니코스 ( 테살로니키 전제公: 1408년 - 1423년, 1429년 사망)
- 제 5황자 : 콘스탄티노스 11세
- 제 6황자 : 미하일 (1406년 요절)
- 제 7황자 : 데메토리오스 (드미트리)
- 제 8황자 : 토마스

## 같이 보기
- 동로마 황제